# Springfield (Nebraska)
Springfield je grad u američkoj saveznoj državi Nebraska. Prema popisu stanovništva iz 2010. u njemu je živjelo 1,529 stanovnika.